# Robo al Museo Nacional de Antropología de México
El robo al Museo Nacional de Antropología de México también llamado en su momento «El robo del siglo en México» fue un robo de 140 piezas arqueológicas de la colección de dicho recinto ocurrido la madrugada del 25 de diciembre de 1985.
Fue cometido por dos estudiantes del Estado de México, Carlos Perches Treviño y Ramón Sardina García, quienes fueron detenidos el 12 de junio de 1989 tras una investigación de la Procuraduría General de la República que localizó a los responsables tras fracasar estos en sus intentos de vender las piezas robadas, mismas que fueron devueltas al museo.

## Hechos
Carlos Perches Treviño y Ramón Sardina García, dos estudiantes de veterinaria en la Universidad Nacional Autónoma de México de clase media alta radicados en Jardines de San Mateo y Ciudad Satélite en Naucalpan, en la zona metropolitana de la Ciudad de México, planearon robar el Museo Nacional de Antropología (MNA) para lo cual acudieron al mismo cerca de cincuenta veces durante seis meses antes de diciembre de 1985. En dichas visitas estudiaron los accesos a las salas, conocieron los patrones de vigilancia, realizaron croquis, y averiguaron adicionalmente sobre el valor de ciertas piezas para seleccionar las que hurtarían, mismas a las que les tomaron fotos.
La noche del 25 de diciembre de 1985, Perches y Sardina llegaron hasta el museo en un Volkswagen Sedán, brincaron la reja que colinda con Paseo de la Reforma y entraron por un conducto de aire acondicionado a la Sala Maya del museo. Ocho vigilantes del museo de la Policía Bancaria e Industrial, cuerpo de la policía de la Ciudad de México dedicada a la vigilancia nocturna del museo, se encontraban celebrando la Navidad en un solo punto del museo ingiriendo bebidas alcohólicas y no cumplieron con el protocolo de vigilancia vigente que establecía, entre otras medidas, cierto número de rondines por las salas y cerrar sus puertas, cuestión que fue aprovechada por los ladrones para cometer el robo. Declaraciones posteriores de Perches indicaron que las puertas de las salas estaban abiertas y que pudieron sacar las piezas de las vitrinas de exhibición con relativa facilidad. Perches y Sardina escaparon del lugar en el Volskwagen con el botín guardándolo en la casa de Perches en Jardines de San Mateo, Naucalpan.

## Consecuencias
El robo fue descubierto en el cambio de guardia de las 8 de la mañana del 25 de diciembre, convirtiéndose rápidamente en una noticia de impacto nacional e internacional y provocando un escándalo en la comunidad cultural mexicana y latinoamericana. El presidente mexicano de entonces, Miguel de la Madrid, ordenó investigar los hechos solicitando además la colaboración de la Interpol. Un grupo de peritos y criminólogos de la Procuraduría General de la República llegó al lugar para recabar evidencias. Los ocho policías vigilantes fueron detenidos de forma preventiva. La Asociación de Amigos del Museo Nacional de Antropología ofreció una recompensa de 50 millones de pesos de la época para la persona que diera pistas del paradero de las piezas robadas.
Según Enrique Florescano fueron 140 las piezas sustraídas de las salas Maya, Mexica, Culturas de la Costa del Golfo de México y Culturas de Oaxaca. De entre ellas destacaron:
- El ajuar funerario de K'inich Janaab' Pakal incluyendo la máscara, collares, pulseras y anillos
- El Pectoral del Dios murciélago
- La vasija conocida como el Monito de obsidiana
- El chimalli de oro y turquesa de la Tumba 7 de Monte Albán

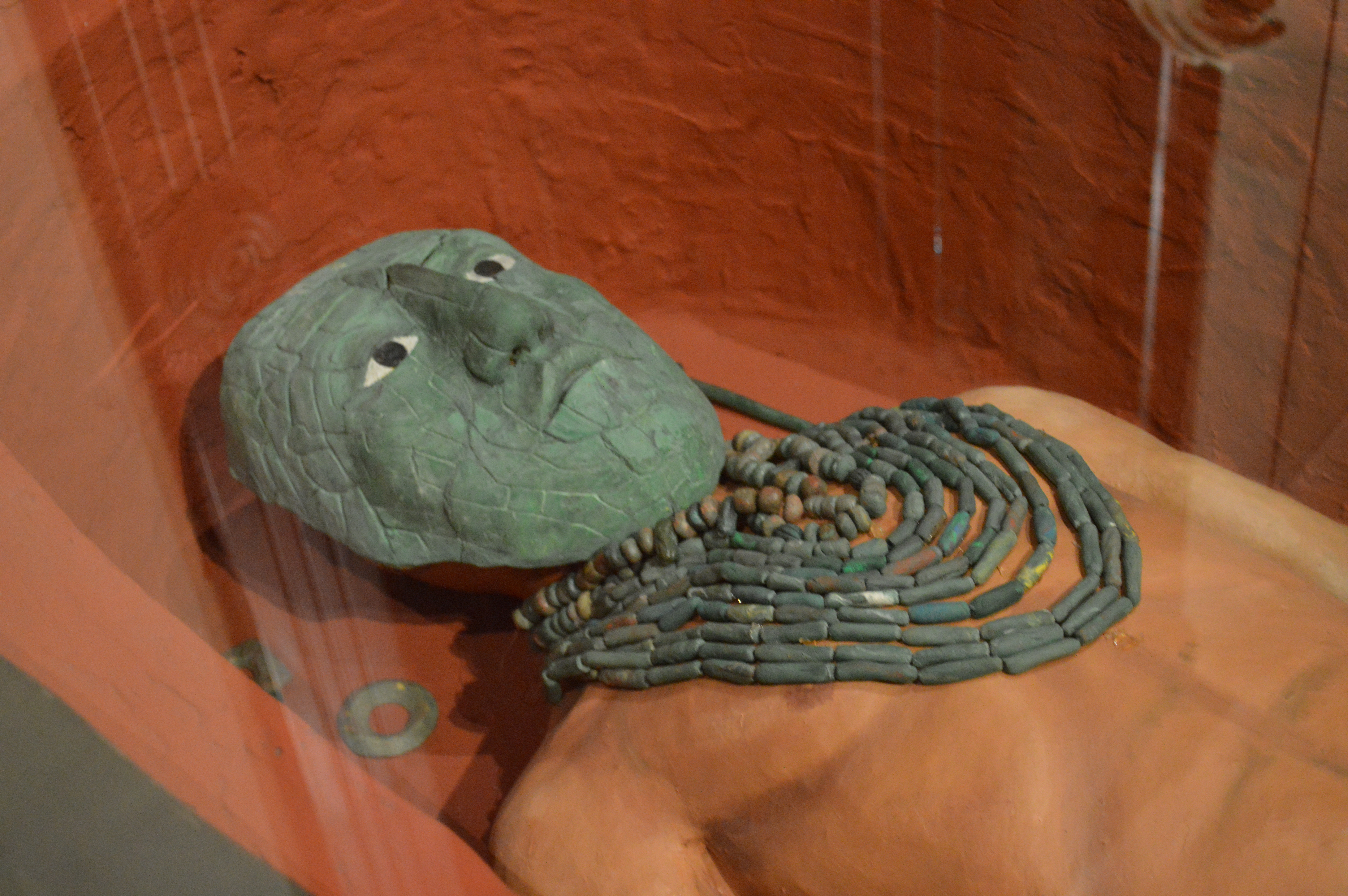
Parte del ajuar funerario de Pakal. La máscara fue restaurada entre 2007 y 2008, por lo que lucía diferente al momento del robo.
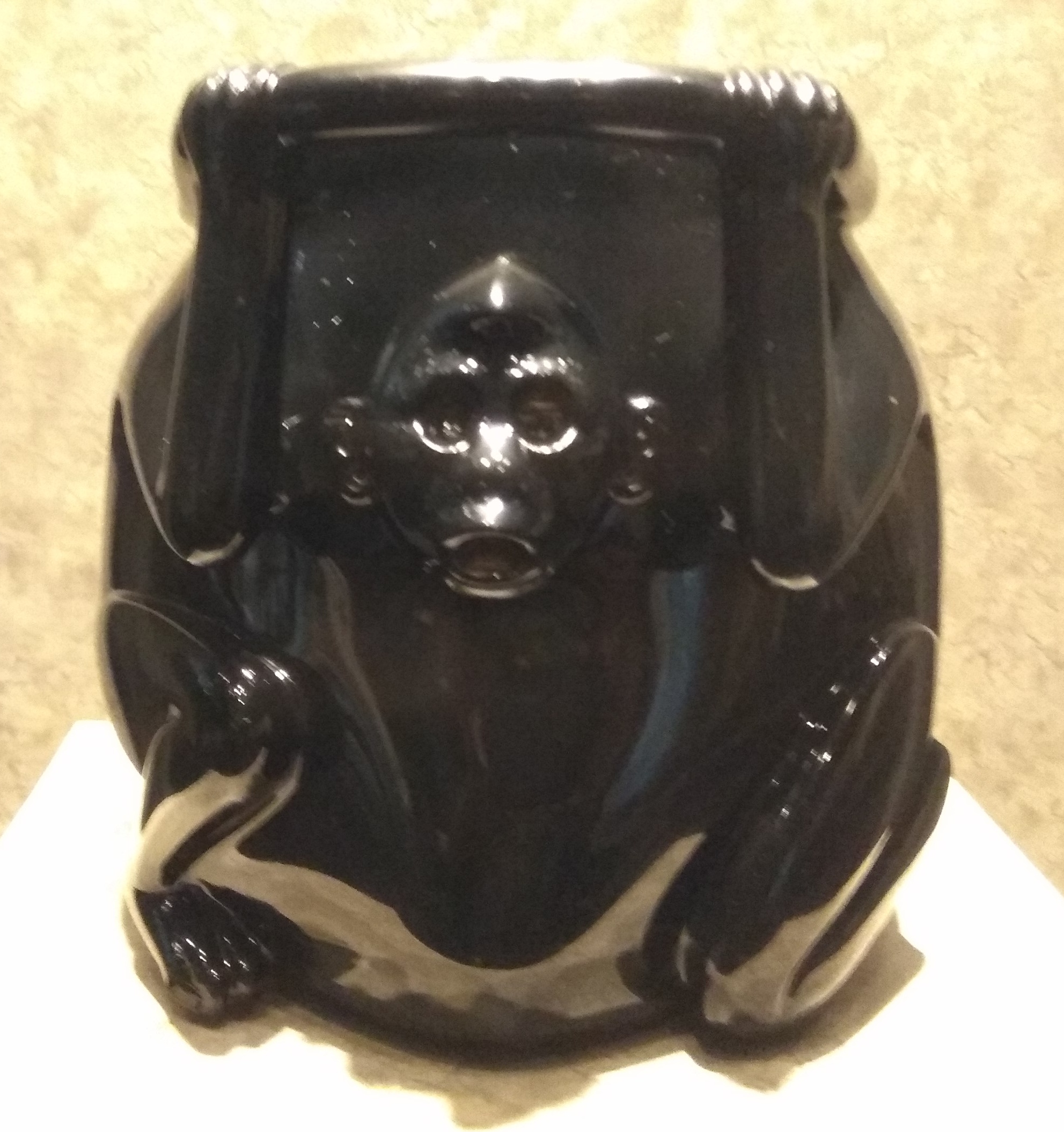
Vasija del "monito de obsidiana".
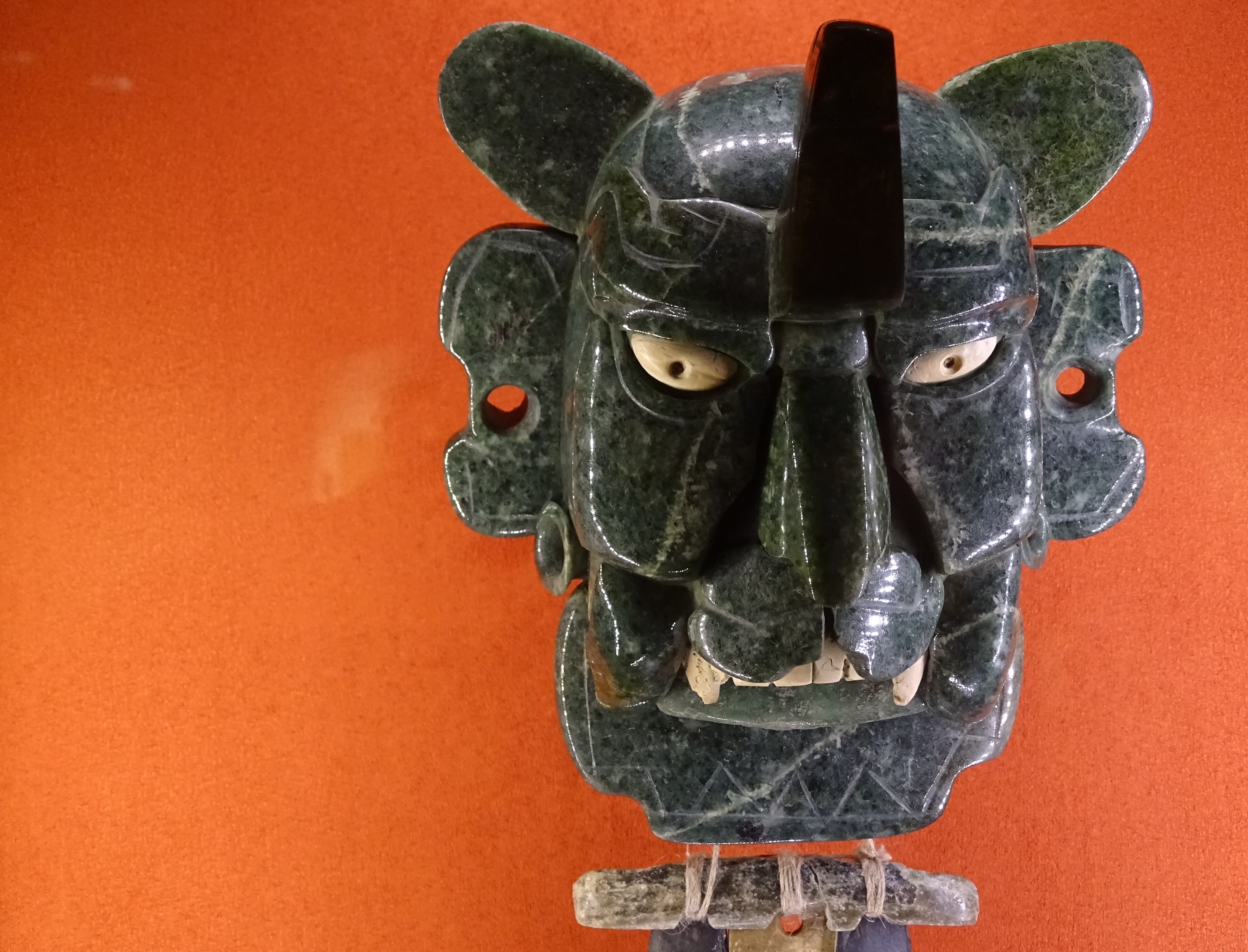
Máscara del Dios Murciélago.
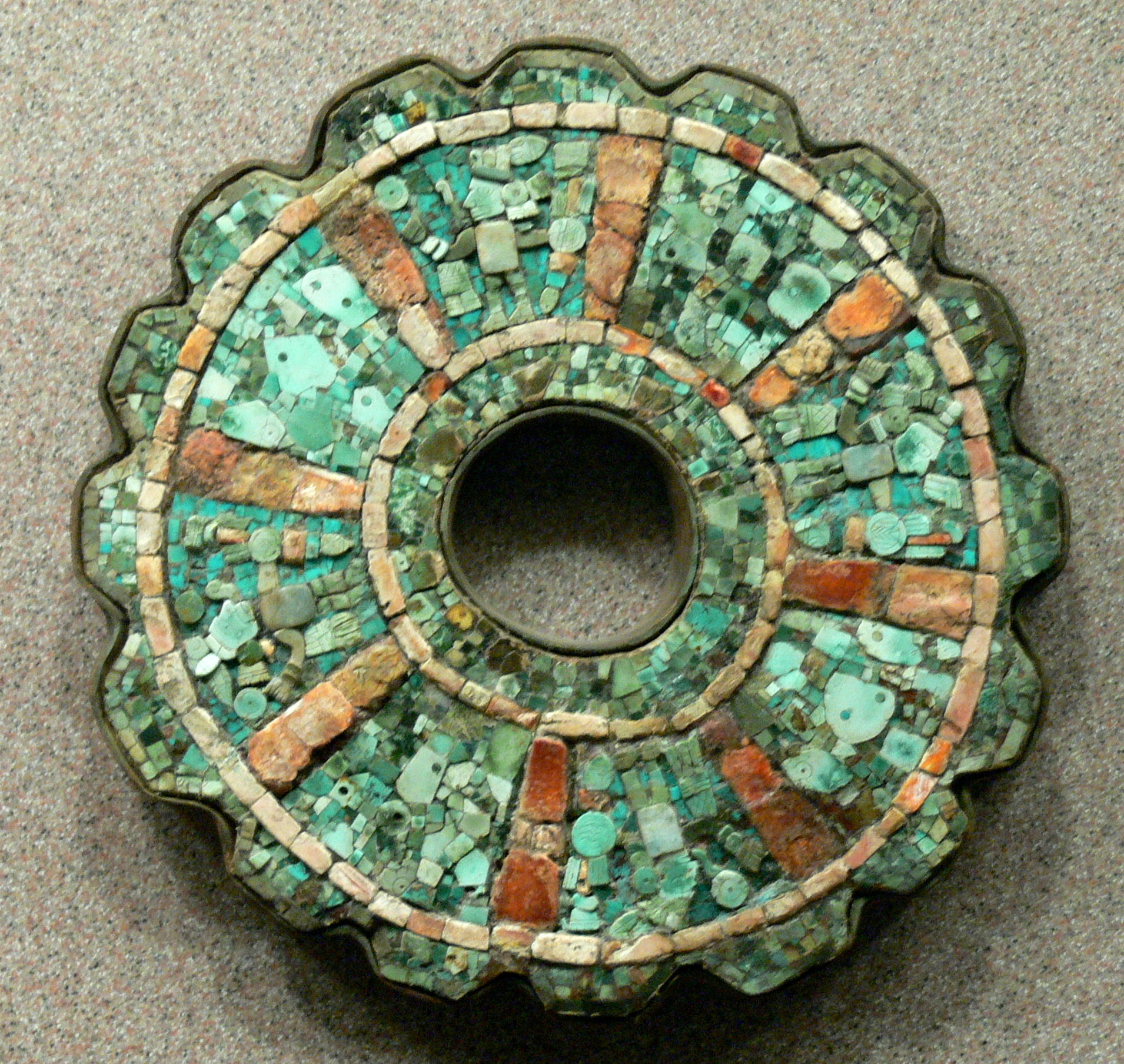
Disco de oro y turquesa de la Tumba 7 de Monte Albán.

Ante el impacto de la noticia en el país y en el mundo, Carlos Perches y Ramón Sardina se intimidaron y decidieron guardar el botín en casa de Perches y dejar pasar el tiempo para que el asunto se olvidara, huyendo ambos a Acapulco.
El gobierno mexicano trató de contener los daños reputacionales tras el suceso por lo que organizó conferencias de prensa como la encabezada por el entonces director del museo Enrique Florescano quien defendió la labor oficial al señalar que los robos ocurren en museos de muchos países así como el funcionamiento del protocolo de seguridad vigente en 1985 que en su opinión "no había fallado en 20 años". Investigadores mexicanos advirtieron en medios de comunicación a los ladrones que dada la relevancia de las piezas resultaría muy difícil venderlas a coleccionistas privados. El museo lució por varios meses tras el hurto las vitrinas vacías con un cartel señalando el robo.
Pese a las pesquisas federales y a lo atípico del caso durante años no se avanzó sustancialmente en la recuperación de las piezas. Se aventuraron hipótesis como el nexo de los ladrones con bandas internacionales de tráfico de obras de arte y arqueología así como un robo ocurrido previamente en un museo de Yucatán.
El 1 de enero de 1989 policías de la Policía Judicial Federal (PJF) detuvieron al narcotraficante Salvador Gutiérrez "El Cabo", quien colaboraba con otro narcotraficante de Acapulco, José Ramón Serrano. Este mismo habría contado a Gutiérrez sobre una posible compra de las piezas robadas, mismas que le fueron ofrecidas por Carlos Perches y Ramón Sardina a quienes conoció por su afición a la cocaína y eran sus empleados. Con el fin de reducir la condena tras su detención, Gutiérrez negoció con autoridades federales dotándoles de las pistas del robo. 
Por semanas los policías investigadores localizaron a Carlos Perches y lo detuvieron en junio de 1989. Fueron recuperadas 111 piezas del clóset de Perches, donde se conservaban ocultas desde el robo. Siete de las piezas robadas fueron conservadas por Ramón Sardina quien logró ocultarse permaneciendo desde entonces prófugo. Además de Perches fueron detenidos y encarcelados su hermano Luis Perches Treviño y otros acusados de encubrimiento como Isabel Camila Masiero "Princesa Yamal" -por su presunta relación con José Ramón Serrano-, el estadounidense Gary Nathan, Juan Castillo Carriles y Hugo Pérez Radilla. Carlos Perches confesó distintas razones para cometer el robo.
El 12 de junio de 1989 se anunció la recuperación de las piezas. Al día siguiente se realizó un evento encabezado por el entonces presidente Carlos Salinas de Gortari donde se hizo la devolución oficial al MNA de la colección y se condecoró a los elementos de la PJF que participaron en las pesquisas. El museo decidió montar una exposición temporal por varios meses en donde se expusieron las piezas robadas con el fin de comunicar a la sociedad mexicana su valor. 
El robo llevó a la revelación de un estado generalizado en los museos mexicanos de falta de vigilancia suficiente, sistemas de seguridad con base en estándares internacionales, inventarios de piezas y capacitación adecuada a los elementos policiacos que los custodiaban. El gobierno mexicano tras el hecho destinaría 700 millones de pesos de la época en dotar al MNA de alarmas electrónicas y un sistema de videovigilancia. El Código Penal Federal del país fue modificado con el fin de castigar con mayores penas el robo de patrimonio arqueológico mexicano.

## Impacto en la cultura
- La película Museo (2018) dirigida por Alonso Ruizpalacios y protagonizada por Gael García Bernal está basada en la historia del robo.[10]